# Kawin Thamsatchanan
Kawin Thamsatchanan (Thai: กวินทร์ ธรรมสัจจานันท์)(Bangkok, 26 januari 1990), ook bekend als Thong, is een Thaise voetballer. Hij is een doelman.

## Carrière
Kawin Thamsatchanan werd in 1990 geboren in Bangkok. Hij voetbalde in zijn jeugd voor het schoolteam van Assumption College Thonburi en voetbalclub Rajpracha FC. In 2007 maakte de toen 17-jarige doelman zijn debuut in het eerste elftal van Rajpracha. Een jaar later maakte hij de overstap naar tweedeklasser Muangthong United.
In zijn eerste seizoen voor Muangthong United promoveerde hij met de club naar de hoogste divisie. In zowel 2009 als 2010 veroverde hij met zijn ploeggenoten de landstitel. In diezelfde periode werd de doelman ook een vaste waarde bij de Thaise nationale ploeg. In 2012 en 2016 werd hij met Muangthong United voor de derde en vierde keer Thais kampioen.
In januari 2018 tekende Thamsatchanan een contract bij Oud-Heverlee Leuven. De Belgische tweedeklasser was een half jaar eerder overgenomen door Thamsatchanans landgenoot Aiyawatt Srivaddhanaprabha. Op 17 februari 2018 maakte hij in de Proximus League zijn officieel debuut voor OH Leuven. Hij mocht toen van coach Nigel Pearson in de basis starten tegen Beerschot Wilrijk.

## Erelijst
Muangthong United
- Thai League 1 (4): 2009, 2010, 2012, 2016
- Thai Division 1 League (1): 2008
- League Cup (2): 2016, 2017
- Kor Royal Cup (1): 2010
- Thailand Champions Cup (1): 2017
- Mekong Club Championship (1): 2017

Thais voetbalelftal
- Zuidoost-Aziatisch kampioenschap voetbal (3): 2014, 2016, 2020
- King's Cup (2): 2016, 2017

## Trivia
- Hij is een boeddhist.
- Zijn idool is gewezen doelman Oliver Kahn.[2]